# Parupeneus porphyreus
Espèce
Parupeneus porphyreus est une espèce de poissons marins de l'ordre des Perciformes.